# Ptenochirus minor
Ptenochirus minor — вид рукокрилих, родини Криланових.

## Поширення, поведінка
Ендемік Філіппін. Вертикальний діапазон проживання від рівня моря до 1600 м над рівнем моря. Знайдений в рівнинних і гірських лісах і вторинних лісах. Не зустрічається в сільськогосподарських або міських районах.